# Zengővárkony
Zengővárkony é uma vila da Hungria, situada no condado de Baranya. Tem 16,71 km² de área e sua população em 2019 foi estimada em 392 habitantes.